# سكوت وايلاند
سكوت وايلاند (بالإنجليزية: Scott Weiland)‏ (مواليد 27 أكتوبر 1967 في كاليفورنيا - 3 ديسمبر 2015 في مينيسوتا)، كان مغني وكاتب غنائي وموسيقي ومغن مؤلف أمريكي بدأ مسيرته الفنية عام 1985.

## وصلات خارجية
- سكوت وايلاند على موقع IMDb (الإنجليزية)
- سكوت وايلاند على موقع ميوزك برينز (الإنجليزية)
- سكوت وايلاند على موقع رولينغ ستون (الإنجليزية)
- سكوت وايلاند على موقع إن إن دي بي (الإنجليزية)
- سكوت وايلاند على موقع أول ميوزيك (الإنجليزية)
- سكوت وايلاند على موقع ديسكوغز (الإنجليزية)
- سكوت وايلاند على موقع قاعدة بيانات الفيلم (الإنجليزية)

- الموقع الإلكتروني